# Naturbad Leipzig-Südwest
Das Naturbad Leipzig-Südwest ist eine Badeanlage im Leipziger Ortsteil Großzschocher, welche offiziell zwischen 1970 und 2004 bestand. In Leipzig ist das an der Dieskaustraße 292 gelegene Naturbad auch unter der Bezeichnung Kiesgrube bekannt.

## Geschichte
Zwischen den Leipziger Stadtteilen Windorf und Knautkleeberg, zur Gemarkung Windorf gehörend, befand sich eine etwa 2 Hektar große Kiesgrube, die sich nach deren Aufgabe in den 1960er Jahren mit Grundwasser gefüllt hatte und zu dem Zeitpunkt schon als Badesee genutzt wurde. Am 29. Mai 1968  erfolgte der Spatenstich für die Umgestaltung der Anlage zu einem Naherholungsgebiet, um die städtischen Freibäder zu entlasten. Das Vorhaben wurde größtenteils von Überschüssen der DDR-Lottogesellschaft VEB Zahlenlotto, die ihren Sitz in Leipzig hatte, finanziert. Verantwortlich für Planung und Ausführung waren im Rahmen der Volkswirtschaftlichen Masseninitiative (VMI) Angehörige des VEB Gießereianlagen Leipzig.
In den folgenden zwei Jahren wurden Böschungen abgeflacht sowie Grünflächen und Liegewiesen angelegt. Der eigentliche Strand entstand an der Westseite des Sees, hier wurden auch eine Selbstbedienungsgaststätte mit etwa 200 Freisitzplätzen, ein Spielplatz, Umkleidekabinen und Toilettenanlagen errichtet. 1970 wurde die Anlage unter dem Namen Naturbad Südwest eingeweiht. Nachdem mit der Flutung des südöstlich gelegenen Cospudener Sees begonnen wurde, hob sich der Wasserspiegel im Naturbad um etwa 10 Meter an, Großteile des Strandes verschwanden im See. 2003 gab die Gaststätte ihren Betrieb auf, ein Jahr später stufte die Stadt das Areal als Landschaftssee ein. Das Baden erfolgt seitdem auf eigene Gefahr, der  See wird auch als Angelgewässer genutzt.
Im Frühjahr 2010 wurde am nördlichen Ende des Sees der sogenannte Klimawald mit neuen Bäumen angelegt. Die 5 Hektar große Aufforstung soll zukünftig als Klimaschutzmaßnahme der Stadt den Kohlendioxid-Anteil in der Luft verringern. Seit 2015 sind weitere Kompensationsmaßnahmen für den aktuell etwa 4,4 Hektar großen See geplant, außerdem soll durch die Stadt Leipzig ein Entwicklungskonzept für die künftige Nutzung des Areals erstellt werden.